# NGC 1091
NGC 1091 (również PGC 10424 lub HCG 21E) – galaktyka spiralna z poprzeczką (SBa), znajdująca się w gwiazdozbiorze Erydanu. Odkrył ją Francis Leavenworth 17 października 1885 roku. Należy do zwartej grupy galaktyk Hickson 21 (HCG 21).